# George Wilkes
George Wilkes, född 1856 i Orange County i New York, död 28 maj 1882 på Ashgrove Farm i Kentucky, var en amerikansk standardhäst. Han är ansedd som en av de viktigaste avelshingstarna inom utvecklingen av den amerikanska standardhästen. George Wilkes valdes 1955 in i United States Harness Racing Hall of Fame, under kategorin "Immortals".

## Historia
George Wilkes är efter hingsten Hambletonian 10, som räknas som den amerikanska sulkyhästens fader. Från Hambletonian, genom hans söner George Wilkes, Dictator (1863), Happy Medium (1863) och Electioneer (1868), utgår nästan alla amerikanska travar- och passgångarlinjer.
Modern Dolly Spanker skickades 1855 till Chester i New York för att betäckas med Hambletonian 10. Dolly Spanker avled strax efter att hon fött George Wilkes. Som treåring visade han stora fartresurser, och tävlade med stora framgångar. Han köptes då av Z.E. Simmons.

### Avelskarriär
Då George Wilkes var rätt liten (160 cm i mankhöjd) och hade en speciell bakbensaktion, fanns det ingen större efterfrågan på honom som avelshingst i östra USA. Han skickades därför 1873 till Kentucky för avelsarbete. George Wilkes blev far till över 200 avkommor, både travare och passgångare. Under en period var ägandet av en bra hingst efter George Wilkes liktydigt med att få en bra utdelning på statsobligationer.
George Wilkes avled på Ashgrove Farm i Kentucky den 28 maj 1882.